# Nick Cassavetes
Nicholas David Rowland Cassavetes (nascut el 21 de maig de 1959) és un actor, director i escriptor nord-americà. Ha dirigit pel·lícules com Atrapada entre dos homes (1997), John Q. (2002), El quadern de Noah (2004), Alpha Dog (2006), i La decisió de l'Anne (2009). També ha actuat a les pel·lícules Husbands (1970) (dirigida pel seu pare, John Cassavetes) The Wraith (1986), Face/Off (1997), i Blow (2001).

## Primers anys i carrera
Cassavetes va néixer ala ciutat de Nova York, fill de l’actor i director de cinema grecoestatunidenc John Cassavetes i de l’actriu Gena Rowlands. Quan era nen, va aparèixer a la pel·lícula del seu pare Husbands (1970). Després de passar gran part de la seva joventut envoltat de la indústria cinematogràfica, Cassavetes va decidir inicialment que no volia entrar al camp. En lloc d'això, va assistir a la Universitat de Syracuse amb una beca de bàsquet, però després que una lesió va acabar efectivament amb la seva carrera esportiva, va decidir replantejar-se les seves aspiracions, i finalment va decidir assistir a l'alma mater dels seus pares, l'American Academy of Dramatic Arts a Nova York.
Ha aparegut a les pel·lícules Face/Off, The Wraith, Life, Class of 1999 II: The Substitute, Barris baixos i La cara del terror, entre d'altres. Ha dirigit nombroses pel·lícules, entre elles John Q, Alpha Dog, Atrapada entre dos homes, Tornar a viure, El quadern de Noah, i La decisió de l'Anne. També va adaptar el guió de Blow i va escriuer els diàlegs del vídeo musical de Justin Timberlake "What Goes Around... Comes Around".
Cassavetes va acabar en cinquè lloc al World Poker Tour Invitational Season 5, intentant un farol. També va aparèixer a la temporada cinquena de High Stakes Poker del Game Show Network.
També es va interpretar a si mateix a l'obertura de la temporada 7 de Entourage a HBO i Tattoo Joe com un cameo a Ressaca 2. Ara a Tailàndia!, en substitució de Liam Neeson del repartiment a causa de conflictes de programació.

## Vida personal
El 1985, Cassavetes es va casar amb Isabelle Rafalovich. Van tenir dues filles juntes abans de divorciar-se. Sasha va néixer amb un defecte cardíac i es va sotmetre a una cirurgia substancial; La pel·lícula de Cassavetes John Q. va estar dedicada a Sasha, i la seva posterior adaptació de La decisió de l'Anne es va basar en part en l'experiència mèdica de Sasha.
Posteriorment Cassavetes es va casar amb Heather "Queenie" Wahlquist, > i tenen una filla junts. Wahlquist ha aparegut en diverses de les seves pel·lícules, inclòs un petit paper a El quadern de Noah com Sara, un personatge secundari i millor amiga de la protagonista femenina Allie Hamilton, interpretada per Rachel McAdams. La pròpia mare de Cassavetes, Gena Rowlands, apareix interpretant Allie (Hamilton) Calhoun anciana.

## Filmografia

### Actor

#### Cinema
| Any  | Pel·lícula                           | Paper                             | Notes           |
| ---- | ------------------------------------ | --------------------------------- | --------------- |
| 1970 | Husbands                             | Nick                              | Sense acreditar |
| 1985 | Mask                                 | T.J.                              |                 |
| 1986 | The Wraith                           | Packard Walsh                     |                 |
| 1986 | La lluna negra                       | Luis                              |                 |
| 1986 | Quiet Cool                           | Valence                           |                 |
| 1988 | Under the Gun                        | Tony Braxton                      |                 |
| 1988 | Assault of the Killer Bimbos         | Wayne-O                           |                 |
| 1989 | Blind Fury                           | Lyle Pike                         |                 |
| 1990 | Barris baixos                        | Mikey                             |                 |
| 1991 | Delta Force 3: The Killing Game      | Charlie                           | Direct-to-DVD   |
| 1992 | Twogether                            | Wolfgang Amadeus "John" Madler    |                 |
| 1993 | Sins of Desire                       | Barry Mitchum                     |                 |
| 1993 | Sins of the Night                    | Jack Neitsche                     |                 |
| 1993 | Broken Trust                         | Alan Brogan                       |                 |
| 1994 | Class of 1999 II: The Substitute     | Emmett Grazer                     |                 |
| 1994 | La senyora Parker i el cercle viciós | Robert Sherwood                   |                 |
| 1996 | Black Rose of Harlem                 | Johnny                            |                 |
| 1997 | Face/Off                             | Dietrich Hassler                  |                 |
| 1997 | Farticus                             | Adonis Papadapadopounopoulopoulos |                 |
| 1999 | Life                                 | Sergeant Dillard                  |                 |
| 1999 | La cara del terror                   | Capt. Alex Streck                 |                 |
| 2001 | Blow                                 | Man in Derek's Salon              | Uncredited      |
| 2011 | Ressaca 2. Ara a Tailàndia!          | Tattoo Joe                        |                 |
| 2013 | Love and Skin                        | Uncle Nicky                       | Curtmetratge    |
| 2021 | Presoners de Ghostland               | Psicòpata                         | [ 10 ]          |
| 2021 | Queenpins                            | Captain Pain                      |                 |

#### Televisió
| Any  | Pel·lícula              | Paper            | Notes                                         |
| ---- | ----------------------- | ---------------- | --------------------------------------------- |
| 1980 | Reunion                 | Steve Cowan      | Telefilm                                      |
| 1987 | Matlock                 | Foley            | Episodi: "The Convict"                        |
| 1987 | L.A. Law                | Richard Bertrand | Episodi: "Sparky Brackman R.I.P. ????-1987"   |
| 1988 | Shooter                 | Tex              | Telefilm                                      |
| 1989 | Quantum Leap            | Primo La Palma   | Episodi: "Double Identity - November 8, 1965" |
| 1990 | The Marshall Chronicles | Gus              | Episodi: "Do the Write Thing"                 |
| 2010 | Entourage               | Nick Cassavetes  | 2 episodis                                    |
| 2017 | Tales                   | Rodney King      | Episodi: "F*ck the Police"                    |

### Director
| Any  | Pel·lícula               | Notes |
| ---- | ------------------------ | ----- |
| 1996 | Tornar a viure           |       |
| 1997 | Atrapada entre dos homes |       |
| 2002 | John Q                   |       |
| 2004 | El quadern de Noah       |       |
| 2006 | Alpha Dog                |       |
| 2009 | La decisió de l'Anne     |       |
| 2012 | Yellow                   |       |
| 2014 | The Other Woman          |       |
| 2023 | God Is a Bullet          |       |

### Guionista
| Any  | Pel·lícula                                          | Notes        |
| ---- | --------------------------------------------------- | ------------ |
| 1996 | Tornar a viure                                      |              |
| 2001 | Blow                                                |              |
| 2003 | Whatever We Do                                      | Curtmetratge |
| 2006 | Alpha Dog                                           |              |
| 2007 | Justin Timberlake: What Goes Around ...Comes Around | Curtmetratge |
| 2009 | La decisió de l'Anne                                | Co-writer    |
| 2012 | Yellow                                              | Coguionista  |